# Plaxiphora javanica
Plaxiphora javanica är en blötdjursart som beskrevs av Kaas och Van Belle 1994. Plaxiphora javanica ingår i släktet Plaxiphora och familjen Mopaliidae. Inga underarter finns listade i Catalogue of Life.